# Chaos (Kayef-Album)
Chaos ist das dritte Soloalbum des deutschen Rappers und Sängers Kayef. Es erschien am 14. Oktober 2016 über das Label Takeover Music. Der Vertrieb wird vom Unternehmen Groove Attack übernommen.

## Hintergrund
Chaos erschien zwei Jahre nach Relikte letzter Nacht. Für die Aufnahmen hat der Musiker nach eigenen Angaben etwa ein halbes Jahr benötigt. Mitte Juli 2016 erfolgte die Ankündigung für die Veröffentlichung am 14. Oktober. Im Vergleich zu Relikte letzter Nacht sei Chaos laut Kayef weniger traurig und könne somit auch zwischendurch gehört werden. Bei dem Albumtitel gehe es um das Chaos in seinem Kopf. In vielen Songs behandele er den „Ausbruch aus dem Alltagstrott“. Zudem seien Beziehungen, Liebe und Selbstfindung wiederkehrende Themen. Mit Schwarzweissgrau wolle Kayef das Gefühl aufgreifen, bei jeder Gelegenheit an eine andere Person erinnert zu werden. Dieser sei einer seiner wichtigsten Songs sowie sein Lieblingsstück auf Chaos.

## Titelliste
| #  | Titel               | Produzent                                  | Länge |
| -- | ------------------- | ------------------------------------------ | ----- |
| 1  | Chaos               | Topic und Kevin Kleinmann                  | 3:07  |
| 2  | Leinen los          | Topic, Kevin Kleinmann und Jona Selle      | 3:03  |
| 3  | Weck mich nicht auf | Topic und Jona Selle                       | 3:33  |
| 4  | Lass' es brenn'     | Topic und Kevin Kleinmann                  | 3:14  |
| 5  | Pyramiden           | Topic und Jona Selle                       | 2:54  |
| 6  | Wenn ich dich seh'  | Topic und Jona Selle                       | 3:30  |
| 7  | Ganz oben           | Topic, Kevin Kleinmann und Kayef           | 3:06  |
| 8  | Herzschlag          | B-Case und Emilio Corleone                 | 2:39  |
| 9  | Unterwegs           | Guido Block, Topic und Kevin Kleinmann     | 2:53  |
| 10 | Taub & blind        | Topic und Kevin Kleinmann                  | 3:20  |
| 11 | Schon ok            | Topic, Emilio Corleone und Kevin Kleinmann | 3:09  |
| 12 | Dächer              | Topic und Southalpha                       | 3:39  |
| 13 | Schwarzweissgrau    | Topic, Kevin Kleinmann und Jona Selle      | 4:04  |
| 14 | Lächeln             | Guido Block, Topic und Kevin Kleinmann     | 2:46  |
| 15 | Tränenbogen         | Kevin Kleinmann und Emilio Corleone        | 4:02  |

## Produktion
Der Hauptproduzent des Albums ist Topic. Dieser war an der Entstehung von dreizehn der 15 Stücke beteiligt. Darüber hinaus wurden die Songs von Kevin Kleinmann, B-Case, Jona Selle, Guido Block, Southalpha, Emilio Corleone und Kayef produziert. Für das abschließende Mastering war Volker „IDR“ Gebhardt verantwortlich.

## Vermarktung

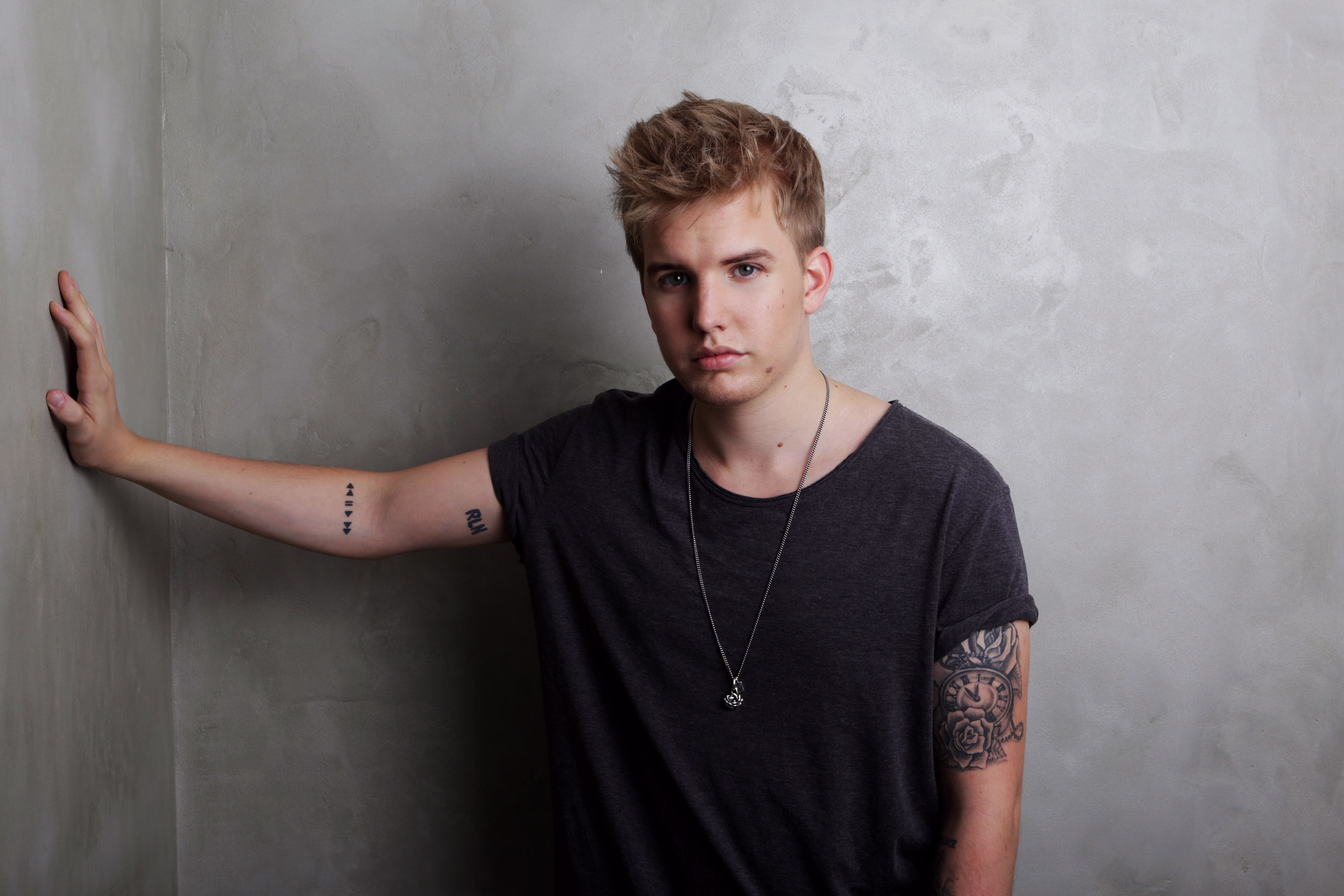
Kayef (2016)

Zeitgleich zur Ankündigung des dritten Albums Chaos erschien das erste Musikvideo zu Weck mich nicht auf Mitte Juli. Das Konzept zu diesem war von Kayef und Viktor Heinz entwickelt worden. Marvin Ströter übernahm die Kamera und die Postproduktion. Ebenfalls unter der Regie von Marvin Ströter entstanden anschließend die Musikvideos Leinen los, Schon ok und Taub & blind. Das fünfte Musikvideo Schwarzweissgrau feierte am 10. Oktober auf dem Fernsehsender Sat.1 Premiere. Einen Tag später erschien das Video auch auf Kayefs Youtube-Kanal. Nach der Album-Veröffentlichung folgten zwei weitere Videoauskoppelungen zu den Stücken Lächeln und Pyramiden.
Live begleitete Kayef ab 5. November 2016 das Duo Die Lochis bei der „Zwilling Tour“. Anschließend präsentierte er sein drittes Album ab dem 20. Januar 2017 im Zuge der eigenen „Chaos Tour“.

## Versionen
Chaos erschien in zwei Versionen. Neben der aus 15 Stücken bestehenden Standard Edition wurde eine limitierte Deluxe-Box veröffentlicht. Diese enthält neben dem Album eine DVD und das Textbuch zum Album. Darüber hinaus wurde der Box ein T-Shirt, ein Sticker, ein Poster, ein USB-Stick mit Musik und Videos sowie eine Kayef zugeordnete Handynummer beigelegt.

## Illustration
Das Artwork des Albums wurde von Marvin Ströter, Elisé und Kayef selbst gestaltet. Für die Fotos des Booklets zeichnet Frank Lothar Lange verantwortlich.

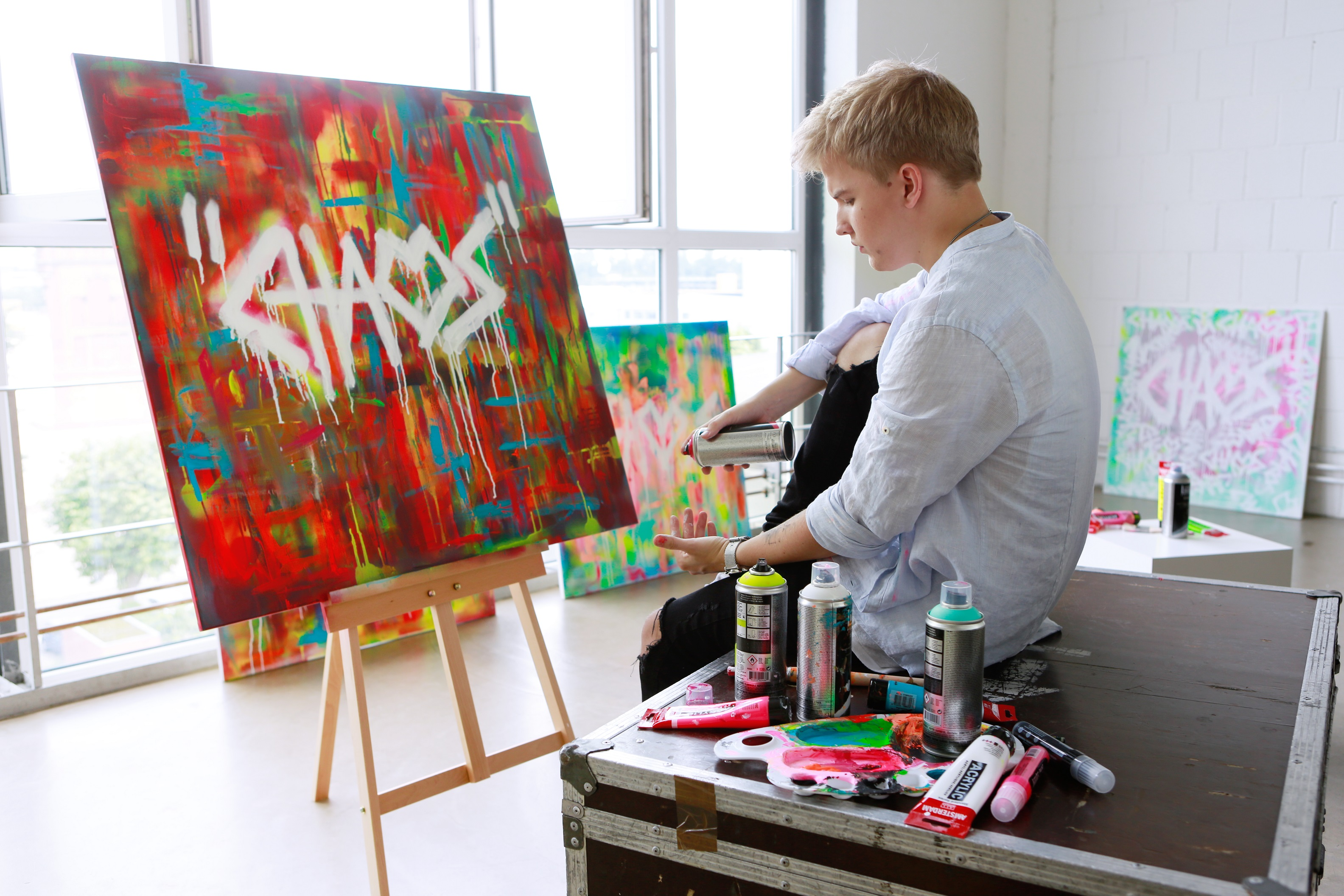
Kayef bei der Bearbeitung der „Chaos“-Leinwand
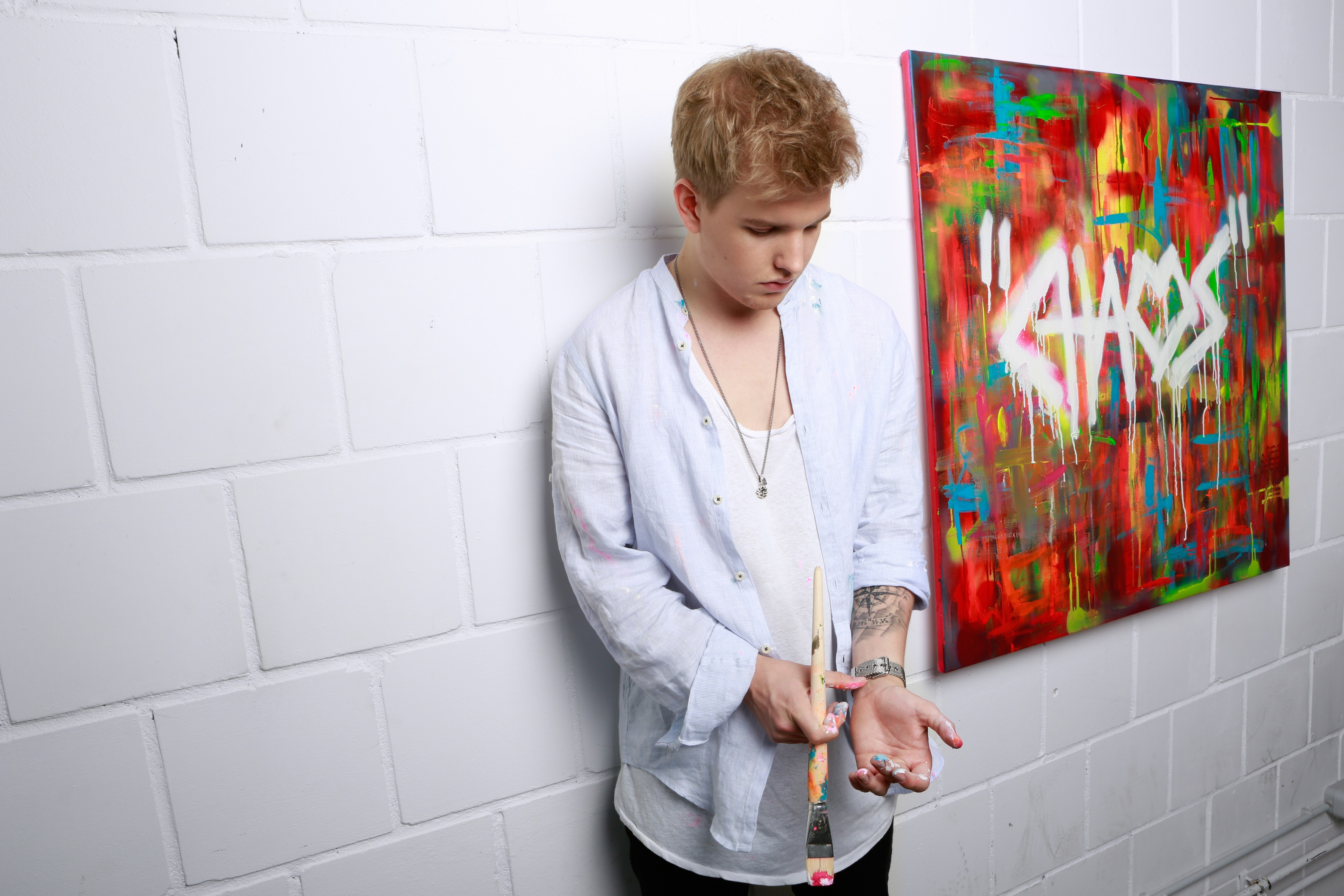
„Chaos“-Leinwand nach Fertigstellung

## Erfolg
Chaos stieg auf Platz 4 der deutschen Album-Charts ein. In der zweiten Woche fiel es auf Rang 77 ab. Mit Platz 24 in Österreich und Platz 72 in der Schweiz war Chaos auch in den Charts des deutschsprachigen Auslands vertreten.